# Аян-Дере (Узень)
Аян-Дере (Узень) — річка в Україні, на Кримському півострові, (басейн Чорного моря).

## Опис
Довжина річки 10,3 км, похил річки 120 м/км. Площа басейну водозбору 23,0 км². На окремих ділянках річка частково пересихає.

## Розташування
Бере початок на північно-східній стороні села Лучисте (колишнє Демірджі) на південно-східній стороні від Демерджі-яйла. Тече переважно на південний схід понад горою Карасан і в урочищі Олександрійська дача впадає у Чорне море.

## Цікаві факти
- Неподалік від витоку річки є пам'ятка природи Долина привидів.
- Річку перетинає автошлях Р29 (автомобільний шлях регіонального значення на території України, Алушта — Феодосія.